# Achipteria regalis
Achipteria regalis är en kvalsterart som beskrevs av Berlese 1908. Achipteria regalis ingår i släktet Achipteria och familjen Achipteriidae. Inga underarter finns listade i Catalogue of Life.